# Lapitz
Lapitz is een Ortsteil van de Duitse gemeente Kuckssee in de deelstaat Mecklenburg-Voor-Pommeren. Tot 1 januari 2012 was Lapitz een zelfstandige gemeente.

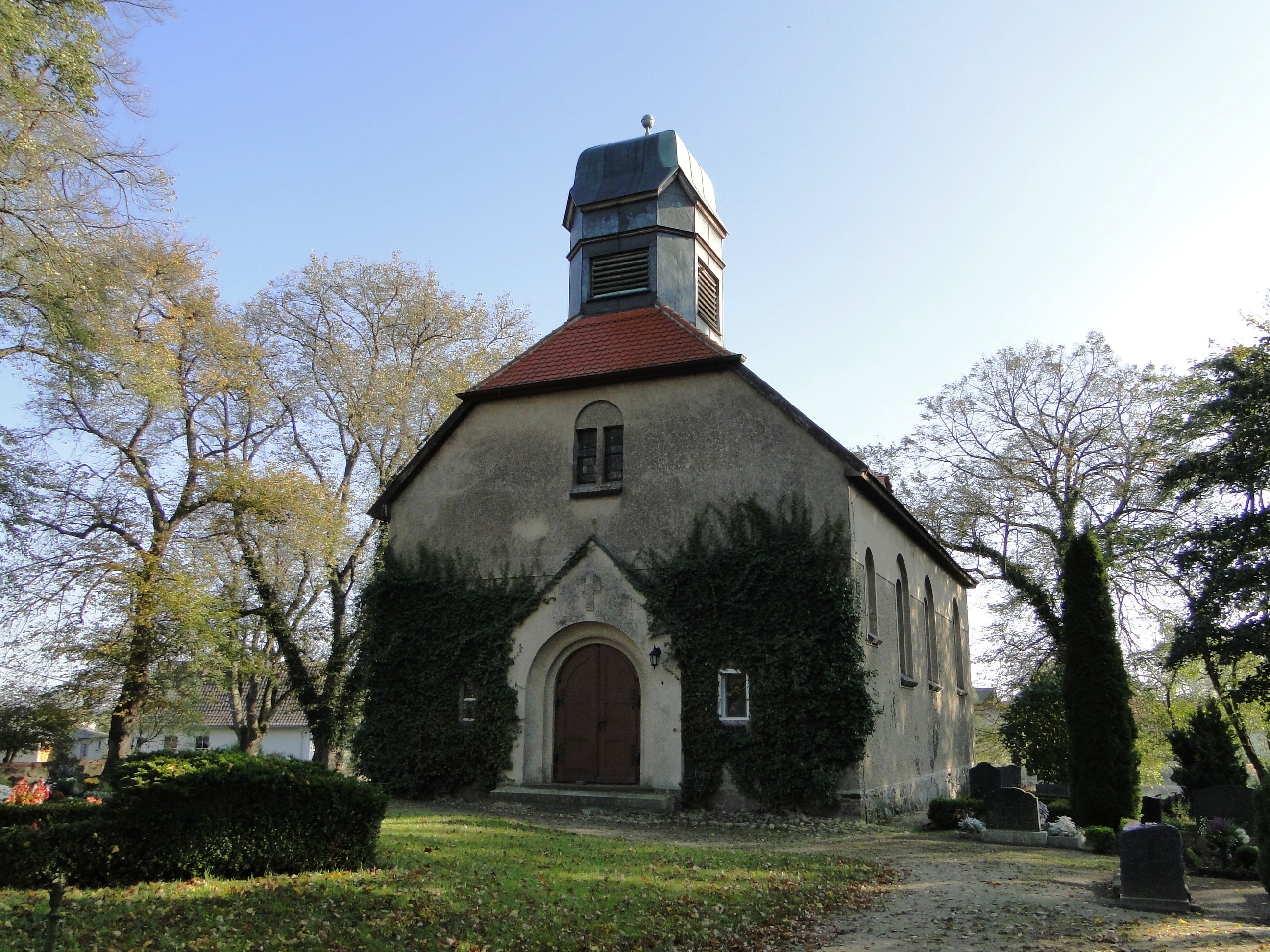
Kerk in Lapitz